# Hnahthial
Hnahthial es un pueblo situado en el distrito de Lunglei,  en el estado de Mizoram (India). Su población es de 7187 habitantes (2011). 

## Demografía
Según el censo de 2011 la población de Hnahthial era de 7187 habitantes, de los cuales 3573 eran hombres y 3614 eran mujeres. Hnahthial tiene una tasa media de alfabetización del 97,24%, superior a la media estatal del 91,33%: la alfabetización masculina es del 97,94%, y la alfabetización femenina del 96,55%.